# سليم لحود
سليم نسيب لحود، من بلدة بعبدات في قضاء المتن، سياسي ونائب ووزير لبناني راحل، والد النائب اللبناني السابق نسيب لحود، وشقيق فؤاد لحّود قائد الفيلق المدرّع في الجيش اللبناني سابقا.

## في النيابة
خاض سليم لحود معارك نيابية قاسية بوجه أخصامه السياسيين من نفس العائلة لا سيما لحود لحود وجميل لحود:
- في دورة العام 1957 فاز سليم لحود الذي تحالف مع ألبير مخيبر وأسد الأشقر، وذلك بوجه ابن عائلته لحود لحود.
- في دورة العام 1960 خاض ثلاثة من آل لحود الانتخابات متنافسين على مقعد واحد، فخسر سليم لحود الانتخابات بوجه جميل لحود، كذلك خسر المرشح لحود لحود.
- في دورة العام عام 1964، دخل المجلس النيابي ممثلان لآل لحود هما: جميل وسليم.
- في العام 1968، استطاع سليم لحود المتحالف مع موريس الجميل وإميل سلهب ضمن الحلف الثلاثي، أن يقصي جميل لحود وبفوز بالنيابة وحده من العائلة.

## في الوزارة
- تولى سليم لحود وزارة التربية والتعليم في لبنان إلى جانب وزارة الخارجية من تاريخ 9-07-1955 إلى تاريخ 19-09-1955، في حكومة الرئيس سامي الصلح وضمّت حميد فرنجية، و محيي الدين النصولي وغيرهم، واستقالت هذه الحكومة يوم 19 أيلول (سبتمبر) من نفس العام.
- في العام 1955، شكل الرئيس رشيد كرامي حكومته الأولى يوم 19 أيلول (سبتمبر) من العام 1955، وتولى سليم لحود حقيبة وزارة الخارجية والمغتربين، واستمرت الحكومة حتى 1956-06-08.
- استمر سليم لحود كوزير للخارجية في حكومة الرئيس عبد الله اليافي في عهد الرئيس كميل شمعون من 1956-03-19 حتى 1956-06-08
- وعُيّن مرة ثالثة كوزير لنفس الحقيب (الخارجية) من 1956-06-08 حتى 1956-11-18 في حكومة الرئيس عبد الله اليافي في عهد الرئيس كميل شمعون.
- عُيّن وزيرا في حكومة الرئيس سامي الصلح التي تشكلت يوم 18 آب (أغسطس) حيث استمرت حتى يوم 14 آذار (مارس) من العام 1958.

## الحركة الكشفية
يُعتبر النائب السابق سليم لحود من مؤسسي جمعية كشافة لبنان وهي جمعية مسيحية تستقبل أعضاءها من جميع الطوائف والأديان، تأسست عام 1938 بجهود النائب والوزير السابق سليم لحود والمطران اغناطيوس مارون والسيد حكمت ناصيف.
كما وتولى النائب سليم لحود منصب رئيس اتحاد كشاف لبنان من العام 1951 إلى العام 1956.